# 特雷沃南
特雷沃南（法語：Trévenans，法語發音：[tʁevnɑ̃]）是法国勃艮第-弗朗什-孔泰大区贝尔福地区省的一个市镇，位于该省西南部，属于贝尔福区和大贝尔福城市圈公共社区。北弗朗什-孔泰医院位于其境内。

## 地理
特雷沃南（47°34'15"N, 6°51'43"E）面积5.96 平方千米，位于法国勃艮第-弗朗什-孔泰大區贝尔福地区省，该省份为法国东北部内陆省份，东临上莱茵省，北起孚日省，西接上索恩省，南与杜省和瑞士接壤。
与特雷沃南接壤的市镇（或旧市镇、城区）包括：当伯努瓦、诺迈、贝尔蒙、布罗涅、沙特努瓦莱福日、塞沃南、梅鲁-莫瓦勒。

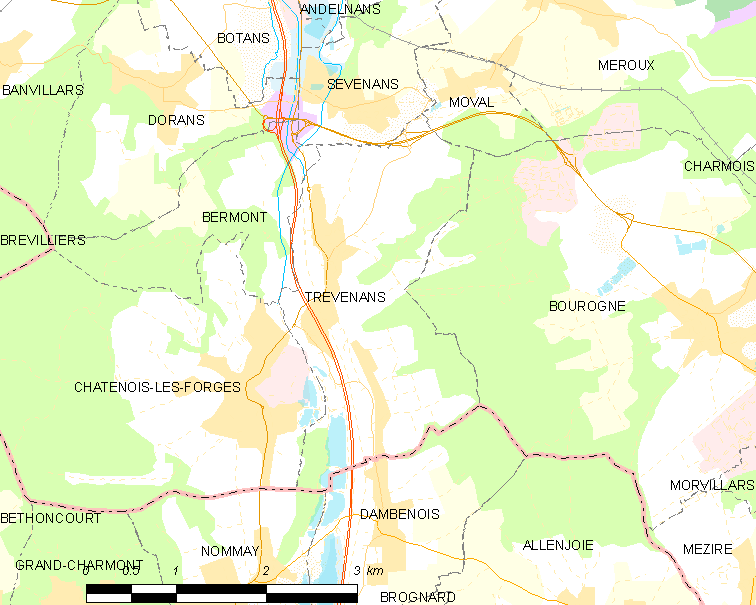
特雷沃南的OSM定位图

特雷沃南的时区为UTC+01:00、UTC+02:00（夏令时）。

## 行政
特雷沃南的邮政编码为90400，INSEE市镇编码为90097。

## 政治
特雷沃南所属的省级选区为沙特努瓦莱福日县。

## 人口

1962-2008年间特雷沃南人口变化图示

特雷沃南于2022年1月1日时的人口数量为1290人。